# Karl Haushofer (Mineraloge)

Karl von Haushofer

Karl Haushofer, ab 1891 Ritter von Haushofer, (* 28. April 1839 in München; † 8. Januar 1895 ebenda) war ein deutscher Mineraloge, Maler und Zeichner in München.

## Leben
Er war ein Sohn des Landschaftsmalers Max Haushofer und dessen Ehefrau Anna („Nannerl“) geb. Dumbser (1819–1902) und ein älterer Bruder des Nationalökonomen Max Haushofer Jr. Im Schuljahr 1856/57 trat er aus dem deutschen Gymnasium in Prags Kleinseite in die Oberklasse des Maximiliansgymnasiums München über (Abitur). Er studierte ab 1857 an der Ludwig-Maximilians-Universität München und der Karls-Universität Chemie. Er wurde 1858 im Corps Franconia München und im Wintersemester 1859/60 im Corps Franconia Fribergensis recipiert. Er wechselte an die Bergakademie Freiberg und wurde zum Dr. phil. promoviert. Nach zweijähriger Praxis im Eisenhüttenwesen habilitierte er sich 1865 als Privatdozent für Mineralogie an der Universität München. 1868 bei der Gründung der Technischen Hochschule München wurde er als Nachfolger des Mineralogen Franz von Kobell zum Professor der Mineralogie und Eisenhüttenkunde ernannt. 1889 wurde er Direktor der TH München und 1892 Mitglied des obersten Schulrats. Er lieferte Untersuchungen über den Asterismus und die Ätzfiguren am Calcit, die zu wichtigen Resultaten auf dem Gebiete der Kristallphysik führten und studierte die kristallographischen Verhältnisse vieler organischer Verbindungen und die Zersetzung des Granits durch Wasser.
Karl Haushofer veröffentlichte auch kunsthistorische Aufsätze, unter anderem für die von Georg Hirth herausgegebene Zeitschrift des Kunstgewerbevereins in München. Als Autodidakt in der Malerei und im Zeichnen fand er seine Motive vor allem auf der Chiemsee-Insel Frauenwörth; er gehörte zu den Illustratoren der „Frauenwörther Künstlerchronik“. Auch lieferte er eine Reihe geologischer Landschaftsbilder als Wandtafeln für den Unterricht. Als Mitbegründer des Deutschen Alpenvereins redigierte er mehrere Jahre dessen Zeitschrift.
1886 verlieh ihm Prinzregent Luitpold von Bayern das Ritterkreuz I. Klasse des Verdienstordens vom Hl. Michael und mit der Verleihung des Ritterkreuzes des Verdienstordens der Bayerischen Krone 1891 wurde er als „Ritter von Haushofer“ in den persönlichen Adelsstand erhoben. 1887 wurde er in die Deutsche Akademie der Naturforscher Leopoldina gewählt.
Max Haushofer starb 1866 im Alter von 54 Jahren in Starnberg.

## Grabstätte

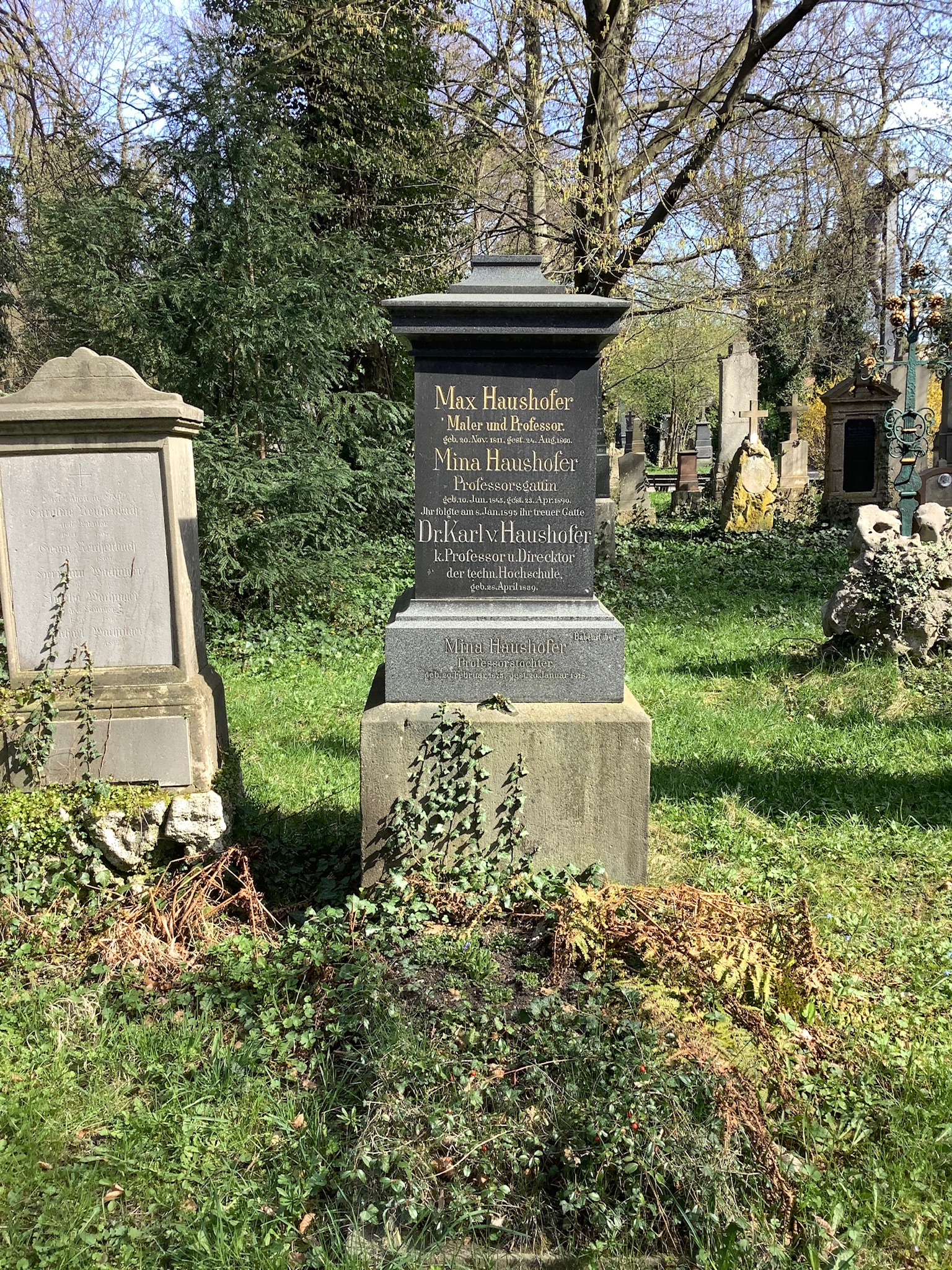
Grab von Max Haushofer auf dem Alten Südlichen Friedhof in München

Die Grabstätte von Karl Haushofer befindet sich auf dem Alten Südlichen Friedhof in München (Gräberfeld 33 – Reihe 13 – Platz 10) Standort.
In dem Grab liegen gemäß Grabbuch und Grabplatten-Beschriftung auch sein Vater, der Landschaftsmaler Max Haushofer, seine Frau Mina Haushofer (* 10. Juni 1845; † 23. April 1890, Tochter seines Onkels zweiten Grades, Wilhelm Boshart) sowie seine Tochter Mina Haushofer (* 20. Februar 1875; † 20. Januar 1918).

## Veröffentlichungen
- Ueber den Asterismus und die Brewster’schen Lichtfiguren am Calcit. Ein Beitrag zur Physik der Krystalle. Mit sechs Tafeln. M. Rieger, München 1865.
- Hilfstabellen zur Bestimmung der Gesteine (Gebirgsarten) mit Berücksichtigung ihres chemischen Verhaltens, zusammengestellt von Karl Haushofer. Lindauer, München, 1867.
- Die Mineralien in 64 colorirten Abbildungen nach der Natur von J. C. Weber, 2. verbesserte und vermehrte Auflage, unter Mitwirkung von K. Haushofer. Kaiser, München 1871.
- Der geognostische Bau der bayerischen Alpen. In: Schmid, Herman u. Karl Stieler: Aus Deutschen Bergen. Ein Gedenkbuch vom Bayrischen Gebirge und Salzkammergut (Anhang). Kröner. Stuttgart 1873 (illustriert).
- Die Konstitution der natürlichen Silicate auf Grundlage ihrer geologischen Beziehungen. Nach den neueren Ansichten der Chemie. Vieweg, Braunschweig 1874.
- Krystallographische Untersuchungen. Mit 48 Holzstichen. Aus der Zeitschrift Krystallographie, Band VII. 1882. Engelmann, Leipzig 1882.
- Franz von Kobell, eine Denkschrift von K. Haushofer. Verlag der k. b. Akademie der Wissenschaften, München 1884.
- Mikroskopische Reaktionen, eine Anleitung zur Erkennung verschiedener Elemente und Verbindungen unter dem Mikroskop; als Supplement zu den Methoden der qualitativen Analyse von K. Haushofer. Vieweg, Braunschweig 1885.
- Leitfaden für die Mineralbestimmung. Vieweg, Braunschweig 1892.
- Ziele und Wege des Studiums an Technischen Hochschulen. In: Polytechnische Schule. Bericht über die k. Technische Hochschule zu München für das Studien-Jahr 1886–87. Druck von F. Straub, München 1887.
- Ueber die Aufgaben der technischen Hochschule auf dem Gebiete der allgemeinen Bildung. Antrittsrede gehalten am 16. Nov. 1889. München 1890. Bericht über die Königliche Technische Hochschule zu München 1889–1890.
- Rückblicke auf die Entwicklung der K. bayer. technischen Hochschule in den ersten 25 Jahren ihres Bestehens. Festrede gehalten zur Eröffnungs-Feier des Studienjahres am 16. November 1893 von K. v. Haushofer. Kgl. Technische Hochschule München, Programm 1893–94. München 1894.